# Lampides echeilea
Lampides echeilea är en fjärilsart som beskrevs av Hans Fruhstorfer 1916. Lampides echeilea ingår i släktet Lampides och familjen juvelvingar. Inga underarter finns listade i Catalogue of Life.